# Osiris Eldridge
Osiris Eldridge, né le 18 juin 1988, est un joueur américain de basket-ball. Il mesure 1,91 m et évolue au S.Oliver Baskets.

## Biographie
En janvier 2013, Boulazac BD et Eldridge se mettent d'accord pour le départ de ce dernier pour laisser la place à Anthony Roberson dans l'effectif du club. Quelques jours plus tard, Eldridge signe un contrat avec le club de première division allemand, S.Oliver Baskets, club de Wurtzbourg.

## Palmarès
- Coupe de la Fédération libanaise : 
  - Vainqueur : 2025